# Caroline Cartier (journaliste)
Pour les articles homonymes, voir Caroline Cartier et Cartier.
 (mars 2025).
Caroline Cartier (née en 1970) est une journaliste française, reporter et productrice de radio. Sa chronique Cartier libre, composée uniquement de prises de son, est diffusée durant la tranche horaire du matin sur France Inter. Elle est surnommée la « chasseuse de sons ».

## Parcours
Originaire de l'Aveyron, Caroline Cartier s'installe à Paris en 1990 pour suivre des études en mathématiques et histoire médiévale qu’elle finance en jouant du banjo dans la rue.
Sans expérience en radio, elle débute en 1994 comme stagiaire à France Inter. Gilbert Denoyan (1939-2000), l'un des piliers de la radio publique, lui demande de rapporter des prises de son devant donner lieu à « une minute de poésie » chaque jour.
En 1996 elle intègre pendant trois ans l'équipe de l'émission Dimanche en roue libre animée par Kriss, qui a à son tour la charge de rapporter des « sons » de la rue.
En 2001 elle rejoint l'émission Tam Tam de Pascale Clark avec qui elle commence à mettre au point le concept de sa future chronique Cartier libre à base de longues séquences (plus d'une minute) de témoignages de gens simples, parfois entrecoupés d'extraits des journaux télévisés ou radiophoniques, toujours sans intervention ni commentaire de sa part.
France Inter lui propose en 2004 d'avoir sa propre rubrique le matin, à heure de grande écoute.
L'émission Cartier libre reçoit le Prix spécial de la Commission Scam radio 2005.
Pour célébrer les 20 ans de la chute du mur de Berlin, elle publie en 2009 un album de chansons allemandes, Berlin 69/81 : Wall of sound.

## Source
- « Caroline Cartier, "bruiteuse" sur France Inter », article d'Emmanuelle Dasque paru dans Télérama, 9 novembre 2005